# Marlon de Jesús
Marlon de Jesús (* 4. September 1991 in Ibarra), mit vollständigen Namen Marlon Jonathan de Jesús Pabón, ist ein ecuadorianischer Fußballspieler.

## Karriere

### Verein
Marlon de Jesús erlernte das Fußballspielen in den Jugendmannschaften von CD Valle del Chota und CD El Nacional. Bei Nacional unterschrieb er im Januar 2007 auch seinen ersten Vertrag. Der Verein aus der Hauptstadt Quito spielte in der ersten Liga, der Serie A. Für Nacional bestritt er 47 Ligaspiele. Hier stand er bis Ende 2010 unter Vertrag. 2011 wechselte er für ein halbes Jahr zum Ligakonkurrenten Deportivo Quito. Im Juli 2011 ging er nach Israel. Hier unterschrieb er einen Vertrag bei Maccabi Haifa. Mit dem Verein aus Haifa spielte er bis Jahresende sechsmal in der ersten Liga, der Ligat ha’Al. 2021 kehrte er in seine Heimat zurück. Hier stand er von 2012 bis 2013 beim Erstligisten Club Sport Emelec in Guayaquil unter Vertrag. 2014 wechselte er für eine Ablösesumme von einer Million Euro nach Mexiko zum Erstligisten CF Monterrey. Für Monterrey bestritt er 16 Ligaspiele. Im Anschluss wurde er an Club Puebla, Barcelona Sporting Club, Cúcuta Deportivo, CD El Nacional und den FC Arouca ausgeliehen. Nach Vertragsende bei Monterrey unterschrieb er im Februar 2017 einen Vertrag bei seinem ehemaligen Verein Club Sport Emele. Mit dem Verein feierte er 2017 die ecuadorianische Meisterschaft. Im Januar 2019 zog es ihn nach Asien, wo er ein Südkorea einen Vertrag beim Fußballfranchise Bucheon FC 1995 unterschrieb. Mit dem Franchise aus Bucheon spielte er 29-mal in der zweiten Liga des Landes. Im Januar 2020 kehrte er zu seinem ehemaligen Verein CD El Nacional zurück. EMD Binacional, ein Erstligist aus der peruanischen Stadt Juliaca, nahm ihn im Januar 2021 für ein Jahr unter Vertrag. In 23 Ligaspielen traf er zehnmal ins Tor. Über den saudi-arabischen Zweitligisten Al-Jabalain FC wechselte er Ende Juli 2022 nach Thailand. Hier unterschrieb er einen Vertrag beim Nongbua Pitchaya FC in der Thai League. Doch schon nach sechs Monaten schloss er sich Unión Comercio in der peruanischen Primera División an.

### Nationalmannschaft
Marlon de Jesús nahm 2011 mit der U-20-Auswahl von Ecuador an der U20-Weltmeisterschaft in Kolumbien teil und kam dort viermal zum Einsatz. Von 2010 bis 2013 spielte er außerdem viermal in der ecuadorianischen A-Nationalmannschaft.

## Erfolge
- Ecuadorianischer Meister: 2011, 2013, 2017